# CIBOR
CIBOR (udtales kajbor) er en forkortelse af Copenhagen Interbank Offered Rate og er et sæt af dagligt offentliggjorte rentegennemsnit.
CIBOR er en dansk referencerente eller interbankrente (en såkaldt IBOR), der udtrykker den rentesats, som en bank er villig til at udlåne danske kroner til for en nærmere defineret periode (fra 1 uge op til 12 måneder) til en anden prime bank (såkaldte stillere eller panelbanker) uden sikkerhedsstillelse. CIBOR-renten fastsættes dagligt kl. 11, ved at fem danske pengeinstitutter indberetter til Danish Financial Benchmark Facility, hvad de mener, renten skal være, hvis en prime bank ønsker at låne penge af dem i op til et år.
Danish Financial Benchmark Facility offentliggør CIBOR-renten på sin hjemmeside.
Dermed er CIBOR defineret som stillerens (forventede) udlånsrente til andre prime banks, hvilket adskiller sig fra bl.a. LIBOR, der er den mest benyttede rentebasis og som er defineret som stillerens (forventede) indlånsrente. CIBOR er en såkaldt skønnet rentesats, som bankerne ikke er forpligtede til at udlåne til, og i praksis sker der efter finanskrisen kun yderst begrænset lån mellem bankerne med længere løbetid. Det har medført risiko for manipulation, da renterne ikke bygger på observerbare markedsdata fra faktiske handler, hvorfor man internationalt arbejder på at gå over til andre referencerenter som f.eks. CITA, der bygger på faktiske handler.
CIBOR-renten benyttes typisk som referencerente for diverse låneaftaler og har stor betydning især for virksomheders låneomkostninger, da den bruges som reference for renter på virksomhedslån, men også en vis betydning for private husholdningers boliglån.
På baggrund af den britiske renteskandale, hvor storbanken Barclays blev afsløret i at manipulere med LIBOR-renten, som kan sammenlignes med den danske CIBOR-rente, offentliggjorde Dagbladet Børsen i perioden juli-august 2012 en række artikler omkring CIBOR-renten heriblandt en kritisk holdning til hvordan CIBOR-renten opgøres og Pengemarkedskomiteen, der fører tilsyn med CIBOR-renten (dvs. disse personers eventuelle dobbeltrolle). Årsagen var bl.a. at renten havde ligget højt, selvom indlån i praksis var risikofrie da Den Danske Stat havde udstedt en ubegrænset statsgaranti for alle indlån i danske pengeinstitutter som følge af finanskrisen. I den efterfølgende tid besluttede Barclays, Deutsche Bank og Spar Nord ikke længere at bidrage med indberetninger til opgørelse af CIBOR-renten.
For tiden fastsættes CIBOR-renten på baggrund af indberetninger fra Danske Bank, Nordea, Jyske Bank, Nykredit Bank og Sydbank.
Det daværende Erhvervs- og vækstministeriet offentliggjorde den 27. september 2012 en redegørelse om CIBOR. Ministeriet fandt i undersøgelsen at renten i 2009-10 havde ligget højt, men man kunne hverken bekræfte eller afvise Finansrådets forklaringer på rentens niveau.
Den 2. januar 2013 indførte Finansrådet en ny referencerente ved navn CITA, som bygger på handlede renteswaps for T/N-renten i en given periode og skal afløse CIBOR. Senest pr. 1. juli 2013 vil landets banker tilbyde lån baseret på CITA. Bankkunder der allerede har CIBOR-baserede lån skal ifølge Finansrådet "snarest muligt" tilbydes at bytte deres lån ud med nye, der er baseret på CITA.

## CIBOR produkter
Følgende type af produkter (pr. 12. oktober 2012) er kædet sammen med CIBOR-renten:

- Totalkredit: Rentemax med 5 års renteloft og Rentemax med 10 års renteloft
- BRF Kredit: Boligkredit, Boliglån og Andelsboligkreditter
- Realkredit Danmark: Flexgaranti
- Nordea Kredit: Lån med renteloft og visse lån til andelsboligforeninger
- Nykredit: Rentemax
- Danske Bank: Få privatkunder med CIBOR-relaterede lån
- Jyske Bank: Prioritetslån med tilhørende indlånskonto
- Sydbank: Prioritetslån med renteloft
- Nykredit Bank: CIBOR6 banklån (til andelsboligforeninger)

Endvidere er CIBOR-renter anvendt som variabelt element i diverse renteswap-aftaler.
Nu findes følgende produkter:
- Nordea BoligPuls, som er baseret på CIBOR3 med et tillæg (siden 2022).
- Nykredit "Grønt Billån", som er baseret på CIBOR3-renten[13].
- Øvrige banker?